# Sekeetamys calurus
Sekeetamys calurus là một loài động vật có vú trong họ Chuột, bộ Gặm nhấm. Loài này được Thomas mô tả năm 1892.

## Hình ảnh

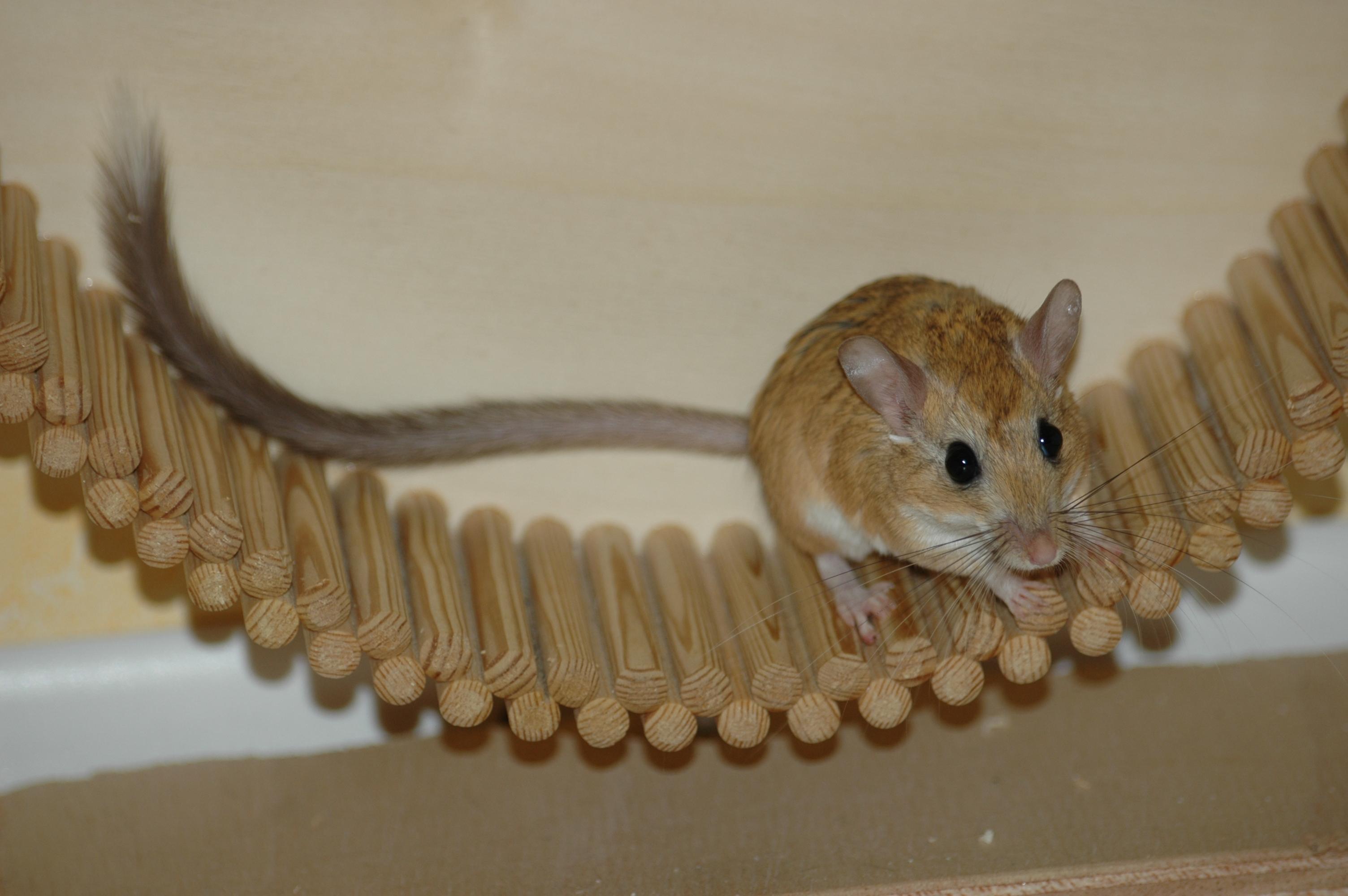
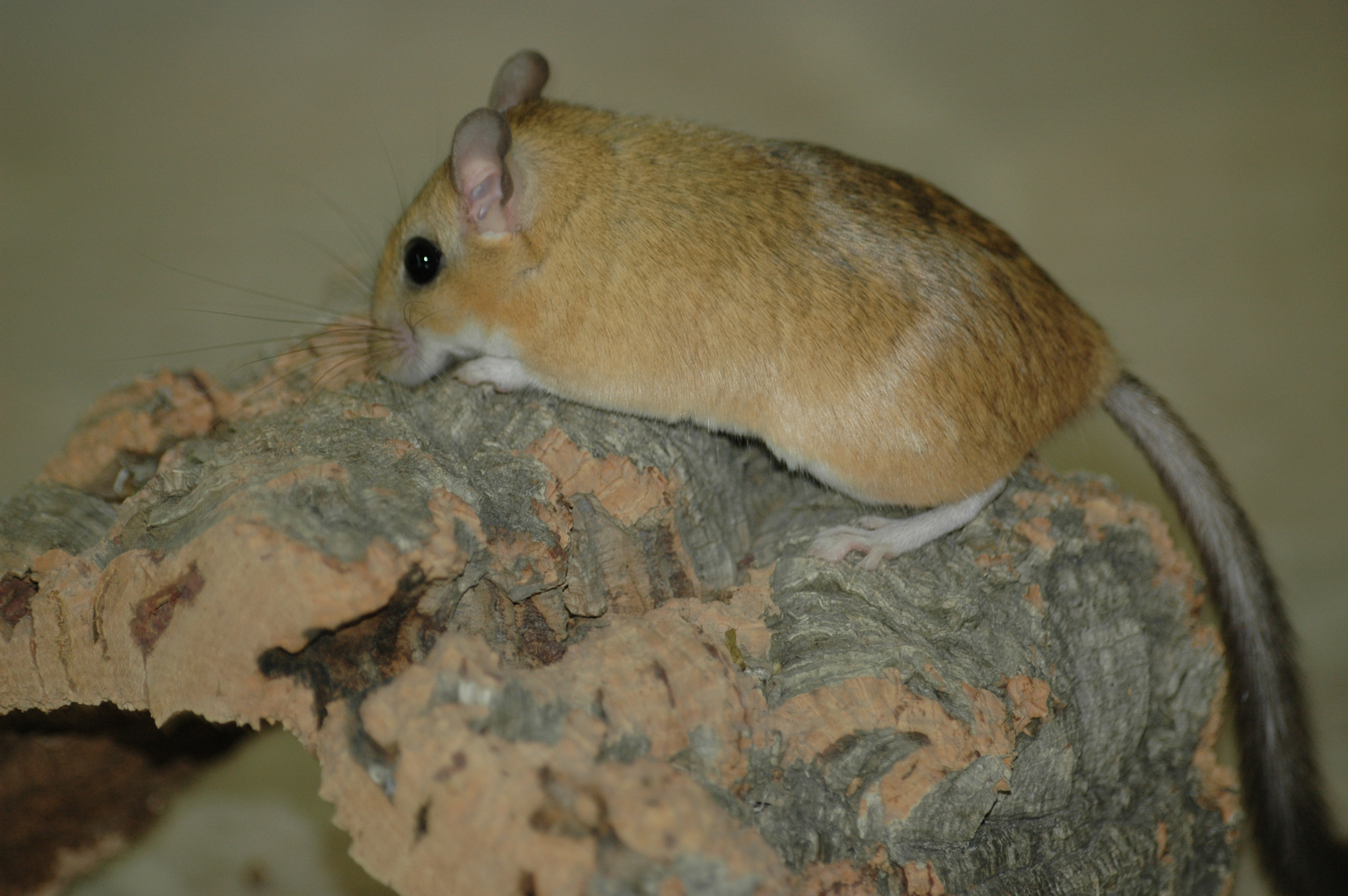
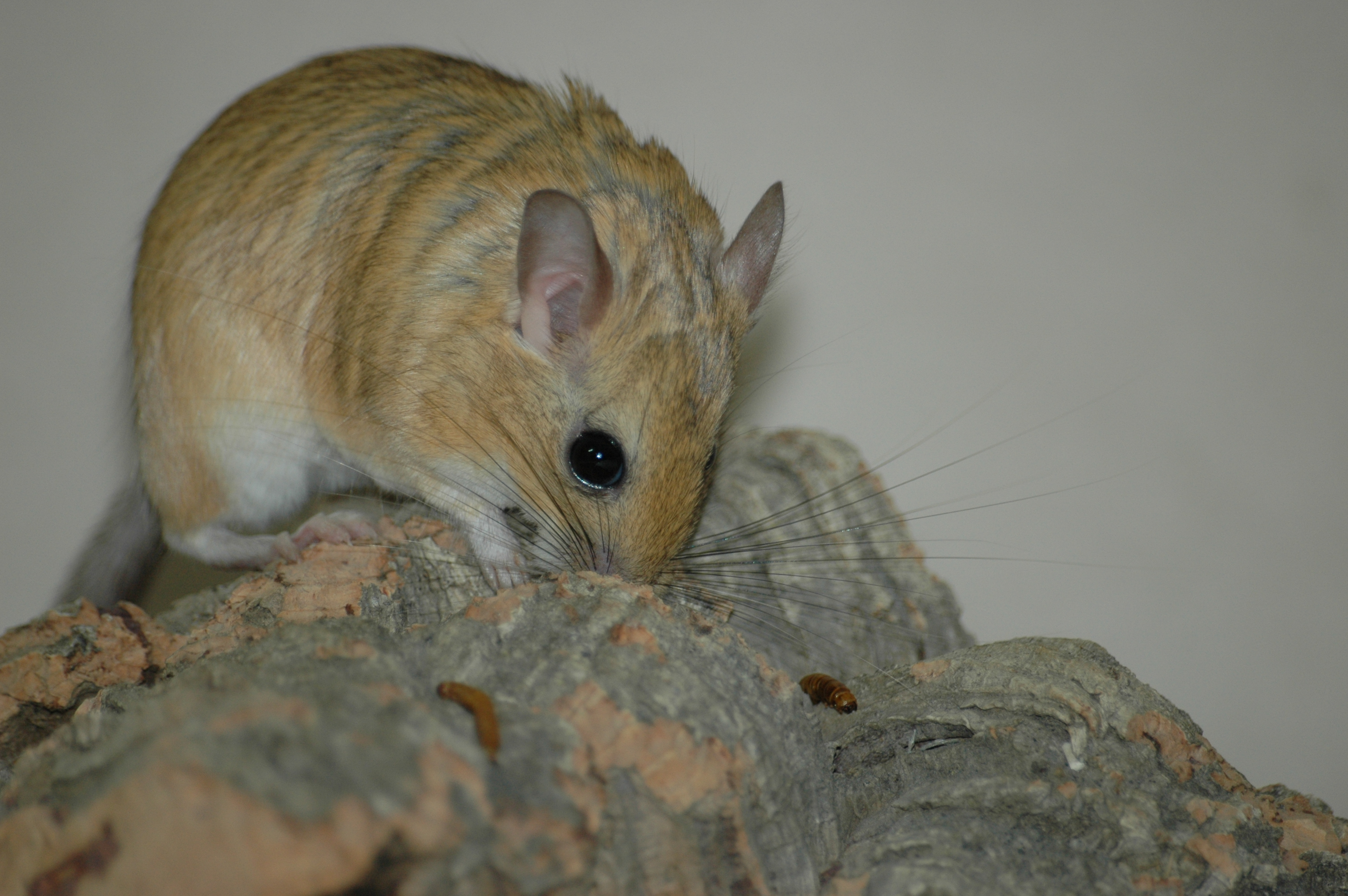
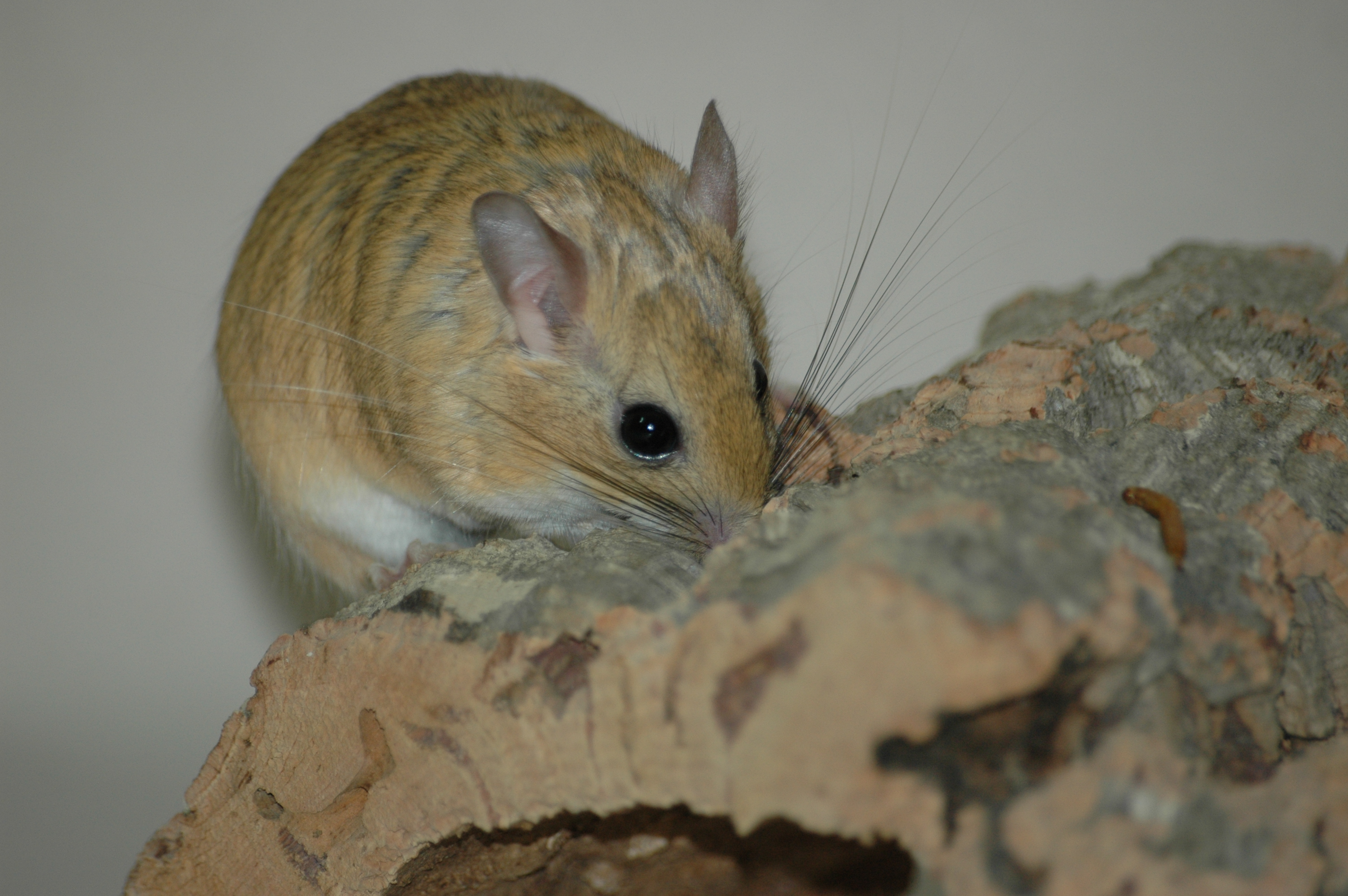